# François Béroalde de Verville
François Béroalde de Verville (* 27. April 1556 in Paris; † zwischen dem 19. und 26. Oktober 1626 in Tours) war ein französischer Renaissance-Schriftsteller, Dichter und Intellektueller. 

## Leben und Wirken
Sein Vater war der Schriftsteller und Theologe Mathieu Béroalde († 1576).
Seine Mutter war die geborene Marie Bletz, eine Nichte des Humanisten und Gelehrten François Vatable. In der Zeit der Ereignisse um die Bartholomäusnacht die am 23. zum 24. August 1572 stattfand, floh seine Familie im Jahre 1573 nach Genf. Aber Béroalde de Verville kehrte 1581 wieder nach Paris zurück. Während der Hugenottenkriege schwor Béroalde de Verville dem Calvinismus ab und schloss sich den Fraktionen um Heinrich III. von Frankreich an. Im Jahre 1589 zog er nach Tours, wo er Kanon, chanoine  des Domkapitels von Saint Gatien wurde. Ein Amt, das er bis zu seinem Tod innehatte.

## Werke (Auswahl)
- Souspirs amoureux. 1583
- Les Appréhensions spirituelles, poèmes et autres œuvres philosophiques. 1583
- De la sagesse.   Jamet Mettayer 1593
- Les Aventures de Floride. 1594
- La Pucelle d’Orléans. 1599
- Serodokimasie. 1600
- Le Cabinet de Minerve, auquel sont plusieurs singularités, etc. Rouen, 1601
- Histoire véritable, ou le Voyage des Princes fortunez.   C. de La Tour & P. Chevalier, Paris 1610
- Le Palais des curieux. 1612
- Le Moyen de parvenir. 1617; deutsche Ausgabe Der Weg zum Erfolg.  Berlin 1914